# Забайкальский краевой драматический театр
Забайка́льский краево́й драмати́ческий теа́тр им. Н. А. Березина — театр в городе Чите. С 2019—2022 гг проводилась реконструкция здания, изменён внешний вид входа здания, внутри всё заменено на новое оборудование, сделана крутящая сцена.

## История
Театр ведёт начало с 1920-х годов как Театр Рабочей молодёжи (ТРАМ) в городе Самаре; позднее существовал как Куйбышевский театр им. ХХ-летия ВЛКСМ. По другим данным, основан в 1937 году из артистов Горьковского театра оперетты, как Читинский областной театр музыкальной комедии. В другом источнике датой основания театра назван 1911 год. Это подтверждается тем фактом, что после пожара старого дореволюционного деревянного здания, в котором размещался театр, встал вопрос о постройке нового.
С 1939 года театр перебрался в Читу: Куйбышевский театр им. ХХ-летия ВЛКСМ приехал на гастроли в Читу и остался здесь работать. 16 ноября 1939 года был открыт первый сезон. Этот год считается годом основания театра. В труппе было 15 артистов. Актёры играли роли в театре, построенном в 1911 году по проекту Федора Пономарева. Там была сцена площадью 400 м², с оркестровой ямой, зал на 1100 мест, партер, ложи, балкон с отдельным гардеробом и буфетом. Главным режиссёром был Е. Н. Белов.
Талантливые русские режиссёры на подмостках театра ставили много спектаклей; многие из режиссёров впоследствии оказали значительное влияние на русское театральное искусство. В театре играли также талантливые актёры: В. Издеберская, А. П. Фёдорова, Л. Н. Кулагин, В. В. Кнестиков, В. В. Сафонов, И. Б. Кузин и многие другие.
В 1971 году здание театра сгорело. Театр разместился в новом строении со стеклянным фасадом, архитектором которого является Э. Рейх.
В 1980-х годах произошёл расцвет театра. Он был напрямую связан с именами режиссёров вахтанговского направления: А. Я. Славутского, Е. Ю. Золотарёва, с работами одного из художников театра А. М. Патракова, с игрой Владимира Кнестикова.
С 1987 по 1990 годы, когда главным режиссёром был Е. Ю. Золотарёв, театр активно ставил спектакли для детей.
С 1990 года по 2011 год главным режиссёром театра был заслуженный деятель искусств России Н. А. Березин.
С конца 2012 года художественным руководителем театра являлся Сергей Александрович Юлин, заслуженный артист Российской Федерации (1999).
Главные режиссёры в театре менялись часто. С 2019—2022 гг проводилась реконструкция здания, изменён внешний вид входа здания, внутри всё заменено на новое оборудование, сделана крутящая сцена.
В 2022 году театру присвоено имя Николая Алексеевича Березина.

## Репертуар
- «Американская рулетка», А. Мардань
- «Чайка» по А. П. Чехову
- «Поминальная молитва» по Г.Горину.
- «Пигмалион» по Б.Шоу.
- «Русский секрет» по В.Дмитриеву.
- «Портрет Дориана Грея» по О.Уальду.
- «Забайкальская кадриль» по В.Гуркину.
- «Да будет честь на пьедестале» по: Булат Окуджава, Роман Солнцев, Михаил Кукулевич.
- «Очень простая история» по М.Ладо.
- «Ревизор» по Н. В. Гоголю.
- «С любимыми не расставайтесь» по А.Володину.
- «Евгений Онегин» по А. С. Пушкину
- «Капитанская дочка» по А. С. Пушкину.
- «Не покидай меня» по А.Дудареву.
- «Недоросль» по Д. И. Фонвизину.
- «Игры на чердаке» по А. Маркову.
- «Лунное чудовище» по Р. Калиноски.
- «Тётушка из Бразилии» по Б. Томасу.
- «Джульетта. Метаморфозы любви» по В. Шекспиру.
- «Пегий пёс, бегущий краем моря» по Ч. Айтматову.
- «Последняя попытка» по М. Задорнову.
- «Двенадцатая ночь, или что угодно» по В. Шекспиру.
- «Дон Кихот» по М. Булгакову.
- «Пишите сумму прописью», мюзикл по произведениям О.Генри, А. Журбин.
- "Странные тени города «Ч» по А. Чехову.
- «Ночь перед Рождеством» по Н. Гоголю.
- «Женитьба Бальзаминова» по А. Островскому.
- "Предприятие «Мёртвые души» по Н. Гоголю.
- «Утка и стакан воды», водевиль, П. Федоров .
- «Убийство на улице Лурсин», водевиль, Э. Лабиш, А. Мюнпье.
- «Безымянная звезда», мелодрама, М. Себастиан
- «Федя Питунин застрелился» по пьесе «Самоубийца» Н. Эрдамана

## Труппа
В труппе театра (2014) тридцать один актёр, из них три актёра — заслуженные артисты Российской Федерации:
- Алексей Заинчковский, заслуженный артист России (2010)[7];
- Любовь Гамова, заслуженная артистка России;
- Екатерина Рябова, заслуженная артистка России.

Художественный руководитель театра — Николай Гадомский